# 马恩河畔丰泰内
马恩河畔丰泰内（法語：Fontaines-sur-Marne）是法国上马恩省的一个市镇，属于圣迪济耶区（Saint-Dizier）谢维隆县（Chevillon）。该市镇总面积6.47平方公里，2009年时的人口为159人。

## 人口
马恩河畔丰泰内人口变化图示